# Papuapsylla minor
Papuapsylla minor är en loppart som beskrevs av Holland 1969. Papuapsylla minor ingår i släktet Papuapsylla och familjen Stivaliidae. Inga underarter finns listade i Catalogue of Life.